# Vicente de Carvalho
Vicente de Carvalho è un quartiere (bairro) della Zona Nord della città di Rio de Janeiro in Brasile.

## Amministrazione
Vicente de Carvalho fu istituito come bairro a sé stante il 23 luglio 1981 come parte della Regione Amministrativa XIV - Irajá  del municipio di Rio de Janeiro.